# Sablia cyperi
Sablia cyperi là một loài bướm đêm trong họ Noctuidae.